# Deolali Pravara
Deolali Pravara è una città dell'India di 30.334 abitanti, situata nel distretto di Ahmednagar, nello stato federato del Maharashtra. In base al numero di abitanti la città rientra nella classe III (da 20.000 a 49.999 persone).

## Geografia fisica
La città è situata a 19° 29' 03 N e 74° 37' 50 E.

## Società

### Evoluzione demografica
Al censimento del 2001 la popolazione di Deolali Pravara assommava a 30.334 persone, delle quali 15.763 maschi e 14.571 femmine. I bambini di età inferiore o uguale ai sei anni assommavano a 3.755, dei quali 2.030 maschi e 1.725 femmine. Infine, coloro che erano in grado di saper almeno leggere e scrivere erano 19.809, dei quali 11.561 maschi e 8.248 femmine.